# Atletica leggera alla XXX Universiade - 800 metri piani femminili
La specialità degli 800 metri piani femminili alla Universiade di Napoli 2019 si è svolta tra l'8 ed il 10 luglio 2019.

## Podio
| Oro     | Catriona Bisset Australia |
| Argento | Christina Hering Germania |
| Bronzo  | Docus Ajok Uganda         |

## Risultati

### Batterie
Passano in semifinale le prime quattro atlete di ogni batteria (Q) e le quattro atlete con i migliori tempi tra le escluse (q).
| Posizione | Batteria | Nome                     | Nazione       | Tempo   | Note                          |
| --------- | -------- | ------------------------ | ------------- | ------- | ----------------------------- |
| 1         | 4        | Catriona Bisset          | Australia     | 2:05.13 | Q                             |
| 2         | 4        | Katharina Trost          | Germania      | 2:05.75 | Q                             |
| 3         | 4        | Mathilde Jensen          | Danimarca     | 2:06.11 | Q,                            |
| 4         | 5        | Eleonora Vandi           | Italia        | 2:06.13 | Q                             |
| 5         | 5        | Morgan Mitchell          | Australia     | 2:06.17 | Q                             |
| 6         | 5        | Docus Ajok               | Uganda        | 2:06.22 | Q,                            |
| 7         | 5        | Renée Eykens             | Belgio        | 2:06.29 | Q                             |
| 8         | 4        | Rachel Pocratsky         | Stati Uniti   | 2:06.45 | Q                             |
| 9         | 5        | Alanna Lally             | Irlanda       | 2:06.74 | q                             |
| 10        | 3        | Ayano Shiomi             | Giappone      | 2:06.77 | Q                             |
| 11        | 3        | Síofra Cléirigh Büttner  | Irlanda       | 2:06.78 | Q                             |
| 12        | 3        | Christina Hering         | Germania      | 2:06.81 | Q                             |
| 13        | 5        | Varvara Lissichkina      | Kazakistan    | 2:06.91 | q,                            |
| 14        | 4        | Brittany Aveni           | Stati Uniti   | 2:07.42 | q                             |
| 15        | 2        | Mari Smith               | Regno Unito   | 2:07.66 | Q                             |
| 16        | 3        | Vera Hoffmann            | Lussemburgo   | 2:07.66 | Q                             |
| 17        | 2        | Maïté Bouchard           | Canada        | 2:07.72 | Q                             |
| 18        | 2        | Charlotte Mouchet        | Francia       | 2:08.05 | Q                             |
| 19        | 2        | Lenuta Simiuc            | Romania       | 2:08.16 | Q,                            |
| 20        | 1        | Jenna Westaway           | Canada        | 2:08.22 | Q                             |
| 21        | 4        | Niene Muller             | Sudafrica     | 2:08.33 | q                             |
| 22        | 1        | Monika Elenska           | Lituania      | 2:08.64 | Q                             |
| 23        | 1        | Lore Hoffmann            | Svizzera      | 2:08.92 | Q                             |
| 24        | 1        | Weronika Wyka            | Polonia       | 2:08.93 | Q                             |
| 25        | 1        | Renata Vocásková         | Rep. Ceca     | 2:09.26 |                               |
| 26        | 1        | Dagmar Olsen             | Danimarca     | 2:10.32 |                               |
| 27        | 4        | Harmilan Bains           | India         | 2:11.41 |                               |
| 28        | 2        | Madeleine Björlin-Delmar | Svezia        | 2:11.48 |                               |
| 29        | 3        | Tanner Ealum             | Stati Uniti   | 2:12.06 |                               |
| 30        | 3        | Stella Pearless          | Nuova Zelanda | 2:13.16 |                               |
| 31        | 2        | Salomey Agyei            | Ghana         | 2:13.33 |                               |
| 32        | 1        | Jeniffer Nyakato         | Uganda        | 2:14.25 |                               |
| 33        | 5        | Nishanth Kalumarakkalage | Sri Lanka     | 2:20.15 |                               |
| 34        | 4        | Madjiguene Mbaye         | Senegal       | 2:21.38 | Miglior prestazione personale |
| 35        | 5        | Mojca Centrih            | Slovenia      | 2:22.83 |                               |
| 36        | 3        | Clarice Diatta           | Senegal       | 2:27.08 |                               |
| 37        | 2        | Bertha Maseka            | Zambia        | 2:40.72 |                               |
|           | 1        | Eyerusalem Alemne        | Etiopia       | DNS     |                               |
|           | 2        | Rita Hajdini             | Kosovo        | DNS     |                               |
|           | 3        | Sara Dorthea Jensen      | Norvegia      | DNS     |                               |

### Semifinali
Passano in finale le prime due atlete di ogni batteria (Q) e le due atlete con i migliori tempi tra le escluse (q).
| Posizione | Batteria | Nome                    | Nazione     | Tempo   | Note                          |
| --------- | -------- | ----------------------- | ----------- | ------- | ----------------------------- |
| 1         | 1        | Catriona Bisset         | Australia   | 2:01.45 | Q                             |
| 2         | 3        | Docus Ajok              | Uganda      | 2:02.38 | Q,                            |
| 3         | 1        | Renée Eykens            | Belgio      | 2:02.55 | Q                             |
| 4         | 1        | Lore Hoffmann           | Svizzera    | 2:02.65 | q                             |
| 5         | 3        | Morgan Mitchell         | Australia   | 2:02.91 | Q                             |
| 6         | 3        | Síofra Cléirigh Büttner | Irlanda     | 2:03.00 | q                             |
| 7         | 3        | Maïté Bouchard          | Canada      | 2:03.18 |                               |
| 8         | 2        | Christina Hering        | Germania    | 2:03.36 | Q                             |
| 9         | 2        | Jenna Westaway          | Canada      | 2:03.42 | Q                             |
| 10        | 2        | Mari Smith              | Regno Unito | 2:03.44 |                               |
| 11        | 1        | Ayano Shiomi            | Giappone    | 2:03.73 |                               |
| 12        | 3        | Katharina Trost         | Germania    | 2:04.23 |                               |
| 13        | 2        | Eleonora Vandi          | Italia      | 2:05.09 |                               |
| 14        | 2        | Rachel Pocratsky        | Stati Uniti | 2:06.14 |                               |
| 15        | 3        | Weronika Wyka           | Polonia     | 2:06.31 |                               |
| 16        | 2        | Alanna Lally            | Irlanda     | 2:06.36 |                               |
| 17        | 1        | Vera Hoffmann           | Lussemburgo | 2:06.73 |                               |
| 18        | 2        | Varvara Lissichkina     | Kazakistan  | 2:07.69 |                               |
| 19        | 1        | Charlotte Mouchet       | Francia     | 2:07.95 |                               |
| 20        | 3        | Brittany Aveni          | Stati Uniti | 2:08.31 |                               |
| 21        | 1        | Mathilde Jensen         | Danimarca   | 2:08.69 | Miglior prestazione personale |
| 22        | 3        | Monika Elenska          | Lituania    | 2:08.98 |                               |
| 23        | 2        | Niene Muller            | Sudafrica   | 2:11.22 |                               |
|           | 1        | Lenuta Simiuc           | Romania     | DNF     |                               |

### Finale
| Pos. | Nome                    | Nazione   | Tempo   | Note                                     |
| ---- | ----------------------- | --------- | ------- | ---------------------------------------- |
|      | Catriona Bisset         | Australia | 2'01"20 |                                          |
|      | Christina Hering        | Germania  | 2'01"87 |                                          |
|      | Docus Ajok              | Uganda    | 2'02"31 | Miglior prestazione personale stagionale |
| 4    | Lore Hoffmann           | Svizzera  | 2'02"58 |                                          |
| 5    | Jenna Westaway          | Canada    | 2'02"65 |                                          |
| 6    | Renée Eykens            | Belgio    | 2'02"71 |                                          |
| 7    | Síofra Cléirigh Büttner | Irlanda   | 2'03"20 |                                          |
| 8    | Morgan Mitchell         | Australia | 2'04"19 |                                          |